# Carema
Carema is een gemeente in de Italiaanse provincie Turijn (regio Piëmont) en telt 754 inwoners (31-12-2004). De oppervlakte bedraagt 10,5 km², de bevolkingsdichtheid is 72 inwoners per km².

## Demografie
Carema telt ongeveer 353 huishoudens. Het aantal inwoners daalde in de periode 1991-2001 met 12,8% volgens cijfers uit de tienjaarlijkse volkstellingen van ISTAT.
| Jaar | Inwoneraantal |
| ---- | ------------- |
| 1991 | 883           |
| 2001 | 770           |

## Geografie
Carema grenst aan de volgende gemeenten: Perloz (AO), Lillianes (AO), Donnas (AO), Pont-Saint-Martin (AO), Settimo Vittone, Quincinetto.

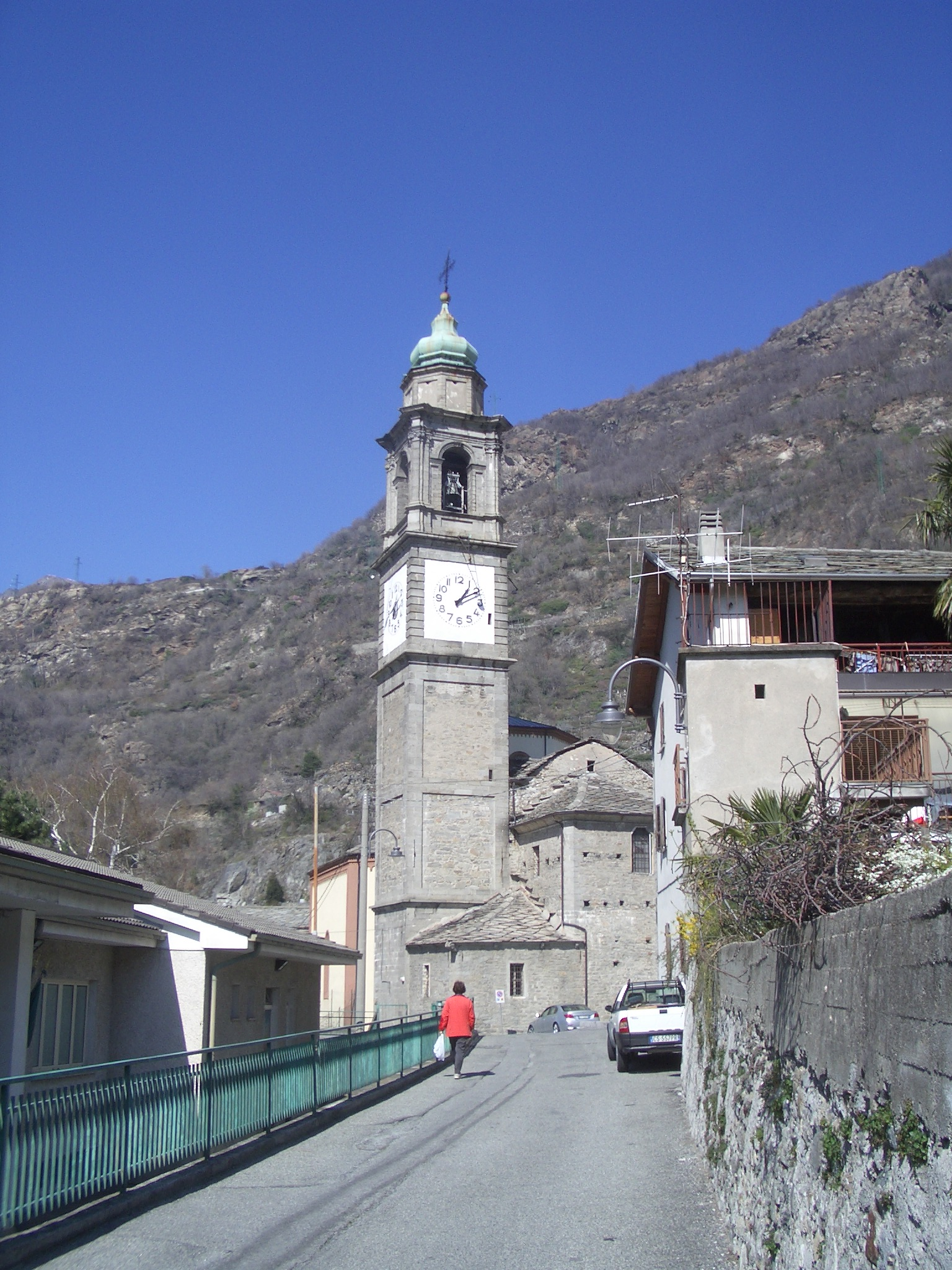
Kerk van Carema

1. ↑  https://demo.istat.it/?l=it.